# Veles (gladiatore)
Il veles (pl. velites) era una delle classi gladiatorie (armaturae) che combattevano all'interno delle arene. Non si hanno raffigurazioni di questo gladiatore, la sua attestazione è piuttosto rara, e se ne ha menzione solo in Isidoro di Siviglia e in alcune iscrizioni che riportano l'abbreviazione VEL. 

## Armatura ed armamento
Il veles era un gladiatore dall'armatura leggera, quindi nel combattimento aveva il vantaggio dell'agilità e della velocità. Combatteva a piedi ed era armato con una lancia, l'hasta amentata e con un gladio, mentre non disponeva né di elmo, né di scudo. Il nome e la classe sono mutuati dal mondo militare, da quei soldati romani dall'armatura leggera o assente, i velites, e si suppone che il loro modo di combattere corrisponda a quello di questi soldati.

## Avversario
Questa classe gladiatoria combatteva spesso contro gladiatori della stessa classe o,in altri casi, in incontri in cui si battevano gruppi di gladiatori simili, che in questo caso prendevano il nome di catervarii.. Si suppone che i velites partecipassero alla prolusio, la fase che precedeva il ludo gladiatorio vero e proprio, con combattimenti incruenti di carattere militare, come quelli dei sagittarii o degli equites.